# Wu Yanyan
Wu Yanyan (China, 7 de enero de 1978) es una nadadora china retirada especializada en pruebas de cuatro estilos, donde consiguió ser campeona mundial en 1998 en los 200 metros estilos.

## Carrera deportiva
En el Campeonato Mundial de Natación de 1998 celebrado en Perth (Australia), ganó la medalla de oro en los 200 metros estilos, con un tiempo de 2:10.88 segundos, por delante de su paisana china Yan Chen (plata con 2:13.66 segundos) y la eslovaca Martina Moravcova (bronce con 2:14.26 segundos).